# Тен Дам, Лоуренс
Лоуренс тен Дам (нидерл. Laurens ten Dam; род. 13 ноября 1980, Бедюм, Нидерланды) — нидерландский профессиональный шоссейный велогонщик, выступающий c 2019 года за команду мирового тура «CCC Team».

## Достижения
2005
3-й - Стер Электротур - ГК
3-й - Омлоп дер Кемпен
4-й - Тур Бельгии - ГК
8-й - Тур Люксембурга - ГК
8-й - Чемпионат Фландрии
9-й - Вольта Лимбург Классик
2006
1-й  Стер Электротур - ГрК
1-й - этап 2а (ИГ) Course de la Solidarité Olympique
5-й - Четыре дня Дюнкерка - ГК
7-й - Рут Адели
7-й - Полинорманд
2007
5-й - Гран-при Марсельезы
7-й - Тур Германии - ГК
9-й - Вуэльта Каталонии - ГК
2008
5-й - Критериум Интернациональ - ГК 
1-й - этап 1
10-й - Тур Швейцарии - ГК
2009
1-й  Тур Романдии - ГрК
8-й - Вуэльта Мурсии - ГК
2010
10-й - Вуэльта Бургоса - ГК
2011
5-й - Тур Даун Андер - ГК
6-й - Тур Калифорнии - ГК
8-й - Тур Швейцарии - ГК
10-й - Вуэльта Кастилии и Леона - ГК
2012
1-й - Ridderronde Maastricht
8-й - Вуэльта Испании - ГК
9-й - Брабантсе Пейл
2013
3-й - Тур дю От-Вар - ГК
8-й - Тур Норвегии - ГК
2014
8-й - Тур Калифорнии - ГК
9-й - Тур де Франс - ГК
2016
10-й - Тур Калифорнии - ГК
| ГК  | Генеральная классификация |
| ГрК | Горная классификация      |

## Статистика выступлений наГранд Турах
| Гранд Тур | 2008 | 2009 | 2010 | 2011 | 2012 | 2013 | 2014 | 2015 | 2016 | 2017 | 2018 |
| --------- | ---- | ---- | ---- | ---- | ---- | ---- | ---- | ---- | ---- | ---- | ---- |
| Джиро     | -    | 28   | -    | -    | -    | -    | -    | -    | -    | 34   | 35   |
| Тур       | 21   | 60   | -    | 58   | 28   | 13   | 9    | 92   | 73   | 67   | 51   |
| Вуэльта   | -    | -    | НФ   | -    | 8    | НФ   | 44   | -    | -    | -    | -    |

| —  | Не участвовал  |
| НФ | Не финишировал |